# Un hechizo de mar
Un hechizo de mar (A Sea-Spell) es una pintura al óleo de 1877 obra de Dante Gabriel Rossetti exhibida en los Museos de Arte de Harvard en Cambridge, Massachusetts.

## Historia
La pintura, adquirida por el magnate naviero Frederick Richards Leyland, fue vendida en 1892 a través de la casa de subastas Christie's. La obra fue sucesivamente propiedad de T. F. Wigley, David Croal Thomson, y William Hulme, vizconde Leverhulme, quien la vendió en 1926 a las Anderson Galleries de Nueva York, las cuales a su vez vendieron la pintura a la empresa Scott & Fowles, a quien el abogado y coleccionista de arte Grenville L. Winthrop compró la obra en 1935, donándola al Fogg Art Museum de la Universidad de Harvard en 1939.
El cuadro fue exhibido por vez primera en un evento póstumo en el Burlington Fine Arts Club de Londres en 1883; posteriormente en la National Gallery de Australia del Sur en 1899, gracias a que su propietario en aquel entonces, Wigley, accedió a prestarla para la exposición; en una exhibición dedicada a Rossetti en el Museo de Arte de la Universidad de Kansas en 1958; en el Museo Nacional de las Artes Occidentales de Tokio en 2002; y en múltiples exposiciones del Fogg Art Museum y de los Museos de Arte de Harvard, donde se exhibe actualmente.

## Comisión

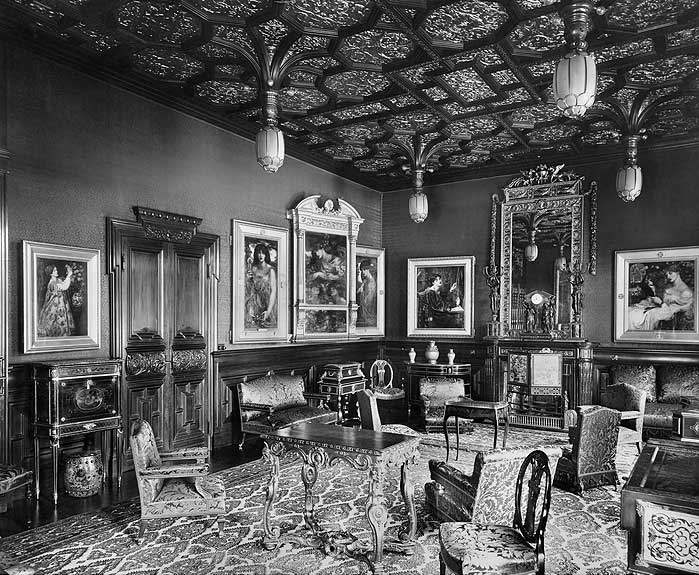
Sala de dibujo de Frederick Richards Leyland en 1892 (fotografía de Harry Bedford Lemere). De izquierda a derecha pueden observarse las siguientes obras: Monna Rosa, Mnemósine, La doncella bienaventurada, Proserpina, Veronica Veronese y Lady Lilith.

William Michael Rossetti, hermano de Gabriel, escribió que el artista pintó la obra junto con otro retrato de medio cuerpo titulado La viuda romana tras la manifestación por parte de Frederick Richards Leyland acerca de su interés en adquirir varias obras de este tipo, si bien esta declaración fue posteriormente desmentida por el magnate.
La obra fue comprada por Leyland, siendo destinada a su residencia en el 49 de Prince’s Gate, adquirida por Leyland alrededor de 1874 y a la cual se trasladó en 1876. El inmueble fue objeto de considerables remodelaciones en su interior por parte de Thomas Jeckyll y Richard Norman Shaw, llevándose a cabo la construcción de la sala de dibujo con posterioridad al traslado de Leyland a la propiedad, si bien el magnate solicitó por escrito a Rossetti en abril de 1876 los cuadros que le había encargado con el fin de poder colgarlos, enviando el pintor cuatro días después a su ayudante Henry Treffry Dunn con cuatro de ellos: Veronica Veronese, Dîs Manibus y Lady Lilith. Un hechizo de mar, una de las obras encargadas, no pudo ser entregada junto con las demás por hallarse todavía en proceso de elaboración.

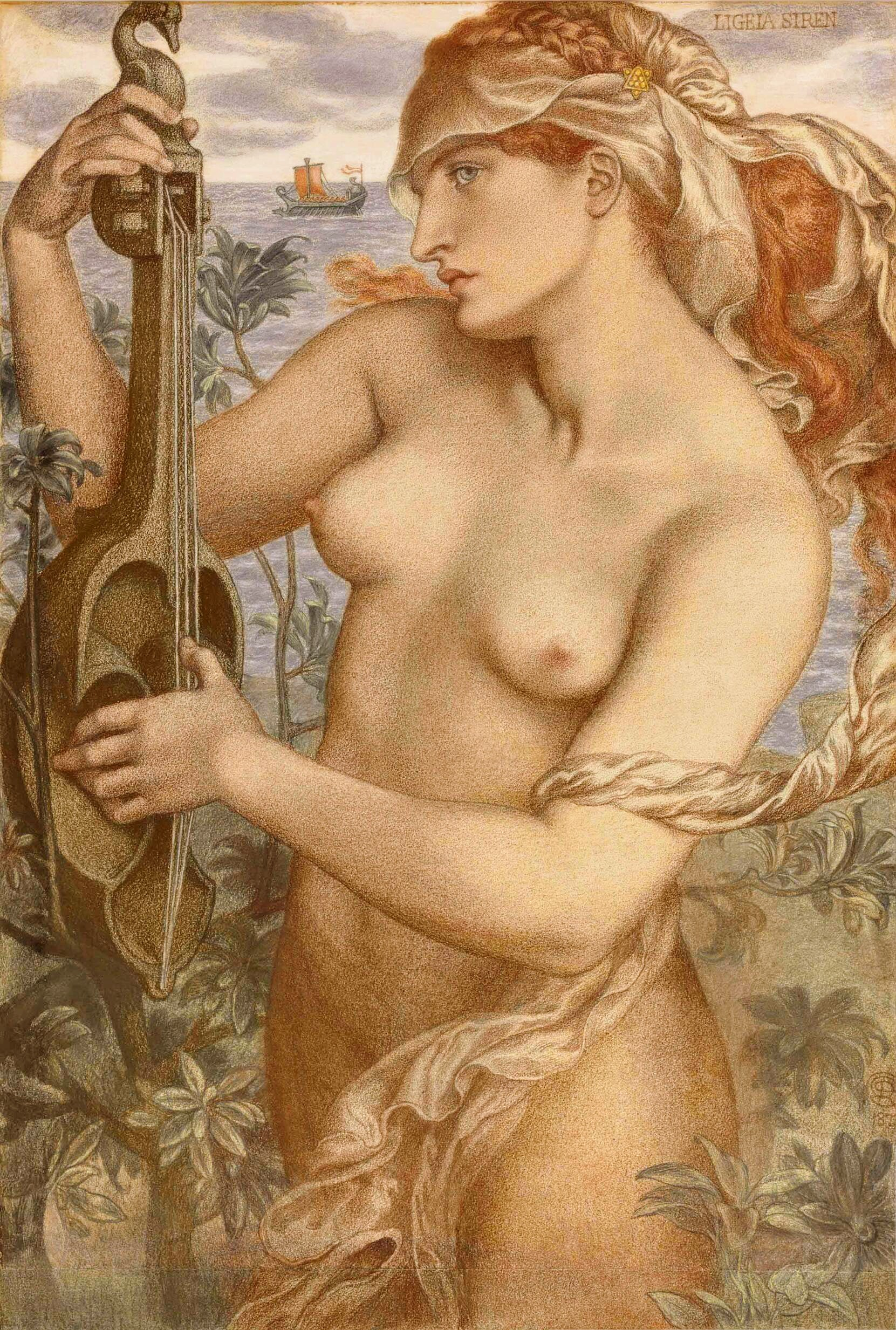
Ligeia Siren, por Rossetti (1873).

Rossetti había realizado en 1873 un dibujo de una doncella del mar tocando un instrumento, titulado Ligeia Siren, a modo de estudio preliminar para el cuadro, en el que empezó a trabajar el 18 de agosto de 1875 y el cual había sido concebido para acompañar a la obra Veronica Veronese.

## Composición
La obra, para la cual Alexa Wilding posó como modelo, representa a una sirena con forma humana tocando un instrumento musical rodeada de manzanas, flores y una gaviota. El instrumento musical ha sido descrito como un arpa o algo relacionado con un salterio; de acuerdo con un análisis publicado por la revista Music in Art, el mismo constituye un inusualmente pequeño koto japonés, un instrumento tradicional compuesto por trece cuerdas con forma de cítara. En lo que respecta a la gaviota, Rossetti contó con la ayuda de un naturalista el cual lo ayudó a encontrar y posteriormente situar al ave en el retrato, lo que conllevó cierto retraso en la terminación de la obra. El hermano de Rossetti describió la pintura como "una sirena, o un hada del mar, cuyo laúd convoca a un pájaro del mar a escuchar, y cuya canción se probará fatal para algún marinero fascinado".

## Soneto
Rossetti había escrito un soneto en 1869 a modo de complemento de la obra que años después pintaría, algo que el pintor hizo con varios otros trabajos del mismo periodo: 
Texto original en inglés:

Her lute hangs shadowed in the apple-tree,

While flashing fingers weave the sweet-strung spell
Between its chords; and as the wild notes swell,
The sea-bird for those branches leaves the sea.
But to what sound her listening ear stoops she?
What netherworld gulf-whispers doth she hear,
In answering echoes from what planisphere,
Along the wind, along the estuary?
She sinks into her spell: and when full soon
Her lips move and she soars into her song,
What creatures of the midmost main shall throng
In furrowed surf-clouds to the summoning rune:
Till he, the fated mariner, hears her cry,

And up her rock, bare-breasted, comes to die?

Texto traducido al español:

Su laúd cuelga sombreado en el manzano,

Mientras que los dedos que destellan tejen el hechizo dulce-encadenado
Entre sus acordes; Y cuando las notas salvajes se hinchan,
El mar-pájaro para esas ramas sale del mar.
Pero ¿a qué sonido se oye su oído atento?
¿Qué abismo-susurro del mundo inferior oye,
Al responder a ecos de qué planisferio,
A lo largo del viento, a lo largo del estuario?
Ella se hunde en su hechizo: y cuando está llena pronto
Sus labios se mueven y ella se eleva en su canción,
¿Qué criaturas de la parte central
En nubes de oleaje surcadas a la runa convocatoria:
Hasta que él, el condenado marinero, oye su grito,

Y encima de su roca, desnudo pecho, viene a morir?

## Recepción
Jerome McGann escribió que la obra constituía un "fracaso" provocado por la excesiva intelectualización de Rossetti en su trabajo; varios críticos precedentes habían sugerido, contrariamente, que la obra era defectuosa debido a lo "poco correcto" de la ejecución del pintor.
Por su parte, Helene E. Roberts escribió que la pintura formaba parte de un conjunto de representaciones de la "mujer ideal" de Rossetti, mencionando además que la icónica imagen de la mujer madura dominaba el "mundo de ensueño" del artista así como que la obra pretendía evocar fantasías similares en el espectador, citando asimismo el tema musical como un mensaje para la "reflexión indolente". Roberts afirmó que pese a que la combinación de ensoñación y madurez de la pintura podían resultar pornográficas, Rossetti alientaba sentimientos más profundos, enfatizando el rostro de la mujer y haciendo que sus brazos expuestos fuesen "masculinos, o en el mejor de los casos matronales".
Por otro lado, Lucien Agosta afirmó que la pintura ilustraba un tema en la obra de Rossetti como independiente o triunfante sobre la naturaleza, destacando que el pintor había escrito en una carta que la canción era un "diseño mágico" y que el soneto describía unos antinaturales "susurros del golfo de Holanda", señalando además que la atracción del pájaro por escuchar la canción de la mujer invertía el tema plasmado en Veronica Veronese, obra en la cual es la mujer la que se siente inspirada por el pájaro.

## Galería de imágenes (detalles de la obra)

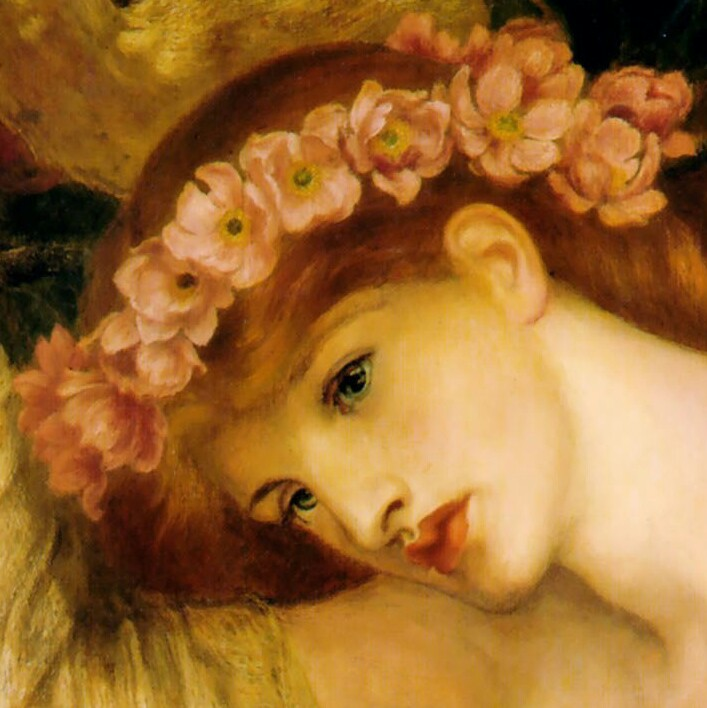
Detalle del rostro de la sirena.
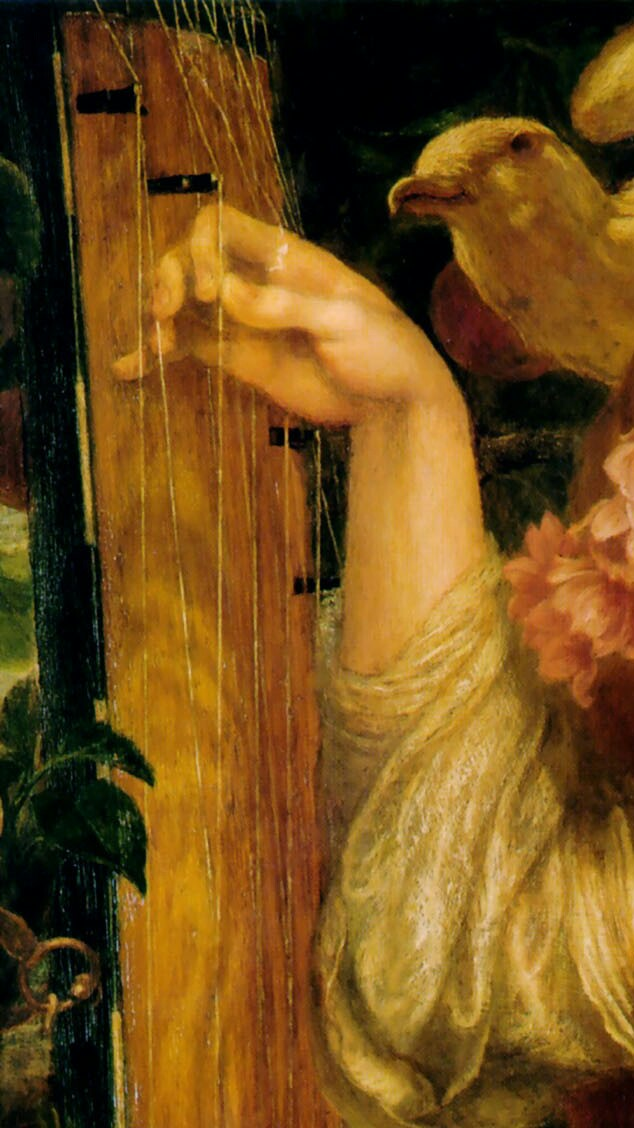
Detalle de la gaviota y la parte superior del instrumento musical.
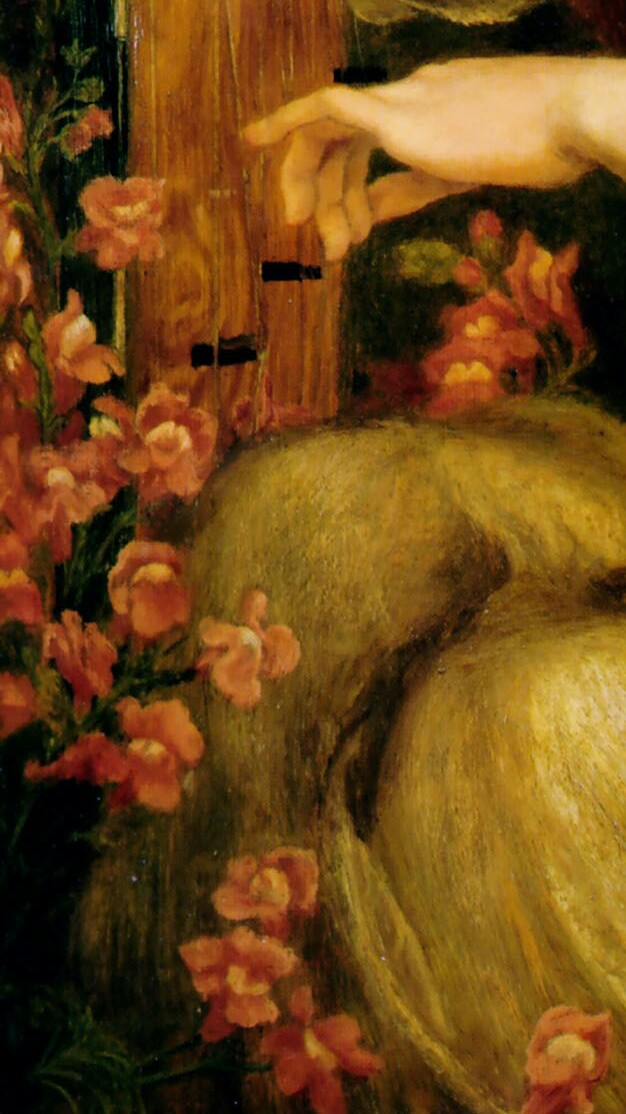
Detalle de las flores.